# 庄映
庄映（1919年—1989年），原名虔昕，字映西，男，山东莒南人，中国作曲家，曾任中国音乐家协会理事。